# Samuel Larsson
Samuel Larsson, född 24 februari 1723 i Mjölby församling, Östergötlands län, död 20 februari 1786 i Veta församling, Östergötlands län, var en svenska bonde och bonderiksdagsman.

## Biografi
Samuel Larsson föddes 1723 på Södra Berga i Mjölby socken. Han var son till bonden Lars Larsson och Agneta Persdotter. Samuel Larsson kom att arbeta som bonde på Vasa i Veta socken. Han var riksdagsman för bondeståndet i Vifolka härad och Valkebo härad vid riksdagen 1771–1772. Den 28 september 1771 deltog han i samtalen kring uteslutandet av talmannen Lars Torbiörnsson och stödde förslaget att utesluta talmannen. Samuel Larsson ansökte om att få en kollekt till Mjölby kyrka som brann ner samma år. Förslaget bifölls av ståndet 14 december samma år. Samuel Larsson avled 1786 på Vasa i Veta socken.
Samuel Larsson var 1760–1786 nämndeman i Vifolka härad.

### Familj
Samuel Larsson gifte sig första gången 22 oktober 1749 i Veta socken med greta Andersdotter (1729–1779), dotter till bonden Anders Holstensson och Katarina på Dragestad i Veta socken. De fick tillsammans barnen artillerikarlen Lars Söderberg (1750–1794) i Stockholm, Anna Samuelsdotter (1752–1752), Anders Samuelsson (född 1754), Erik Samuelsson (född 1757), Greta Samuelsdotter (1759–1768), Samuel Samuelsson (1764–1768) och Samuel Samuelsson (född 1770).
Samuel Larsson gifte sig andra gången 7 november 1779 i Veta socken med Maria Larsdotter (1761–1837), dotter till bonden Lars Ragvaldsson och Kerstin Månsdotter i Stora Ljunga. De fick tillsammans barnen bonden Erik Samuelsson (1781–1811) på Svås i Veta socken och Magnus Samuelsson (1784–1794). Efter Samuel Larssons död gifte Maria Larsdotter om sig med bonden Sven Olofsson i Stora Ljunga ödegård.